# وگنر (اکلاهما)
وگنر(به انگلیسی: Wagoner) شهری در ایالت اکلاهما کشور ایالات متحده آمریکا است که جمعیت آن در سرشماری سال ۲۰۱۰ میلادی، ۸٬۳۲۳ نفر بوده‌است.